# ヘンリー・アーヴィング

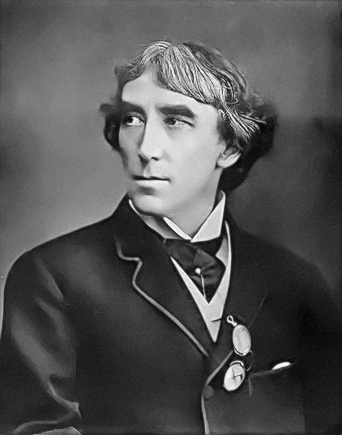
ヘンリー・アーヴィング

サー・ヘンリー・アーヴィング（Sir Henry Irving, 1838年2月6日 - 1905年10月13日）は、イギリスの俳優。

## 略歴
サマセット州のケイトン・マンドヴィールに生まれる。 本名をジョン・ヘンリー・ブロドリップという。
1856年、サンダーランドのライシーアム座で初舞台を踏んだ。その後R.H.ウィンダムのもとで、エディンバラに2年半、マンチェスターに5年間修業を積み、1866年にロンドンに現われたが、最初の役はプーシコートの戯曲『ハンティッド・ダウン』の悪役ロードン・スカダモアであった。1871年にはライシーアム座の幹部俳優となって人気を博した。その後、同劇場の監督となり、1878年12月30日からエレエン・テリーのオフェリアの相手役としてハムレットに扮し、自ら監督しながら熱演して大成功を収めた。
アーヴィングがゲーテの『ファウスト』を演じたとき、一躍して世界的名優の折紙がつけられた。最も芸術的なものでは、テニスンの『ベケット』を1893年2月6日に同劇場に上演して決定的な好評を博した。かくして1895年にナイトの称号を授けられた。1902年夏、同劇場で『ファウスト』と『ヴェニスの商人』を演出したが、それを最後としてライシーアム座を去った。その後、1905年10月13日『ベケット』を持って地方を巡業中、ブラッドフォードで急死した。

## 家族
長男のハリーも俳優。多くの著述を残して1919年10月17日に死んだ。
次男のローレンスも俳優であり演出、脚本も手掛けた。常に父の舞台生活を助け、1894年には自らイプセンの『野鴨』のエクダに扮して舞台に立ったが、1898年には父のために戯曲『ピーター大帝』を書いている。代表作に日本人のスパイを描いた演劇『タイフーン』（1913年）があり、国王・王妃も観劇したヒット作となった。これはハンガリーの劇作家レンジェル・メニヘールトの『Taifun』(1909年)をもとにした作品で、早川雪洲主演で映画化もされ、殉死を厭わない日本人スパイたちとその陰謀という主題はその後の黄禍論小説の定番となった。当時イギリスに留学中だった坪内士行は、ローレンスが座長を務める劇団に雇われ、『タイフーン』はじめ端役でいくつかの劇に出演しながら英国の主要都市を旅興行で回った。ローレンスは1914年5月29日、エンプレス・オブ・アイルランド号がセント・ローレンス川で沈没した時、妻と一緒に溺死した。

## 余談
怪奇小説家として有名なブラム・ストーカーの友人であり、彼の風貌はストーカーの小説『吸血鬼ドラキュラ』に登場するドラキュラ伯爵のヒントになった。戯曲『ドラキュラ』におけるヘンリー・アーヴィングの吸血鬼ドラキュラの演技・性格づけは、後世の舞台・映画に影響を与えた。